# Gunnar Lindström
Nils Gunnar (Gunnar) Lindström (Eksjö, 11 februari 1896 – aldaar, 6 oktober 1951) was een Zweedse atleet, die gespecialiseerd was in het speerwerpen. Hij nam driemaal deel aan de Olympische Spelen en was drie jaar in het bezit van het wereldrecord.

## Loopbaan
Bij zijn olympisch debuut op de Olympische Spelen van 1920 in Antwerpen plaatste Lindström zich bij het speerwerpen voor de finale, waarin hij achter vier Finnen en een Est zesde werd met een beste poging van 60,520 m.
Vier jaar later op de Olympische Spelen van 1924 in Parijs bleef Lindström ditmaal twee van zijn Finse tegenstanders van vier jaar eerder voor. Alleen Jonni Myyrä, die in 1920 olympisch kampioen was geworden, bleek opnieuw te sterk voor de Zweed en behaalde met 62,96 voor de tweede achtereenvolgende maal de olympische titel. Voor Lindström, die tot een verste worp kwam van 60,92, resteerde de zilveren medaille. De Amerikaan Eugene Oberst won het brons met 58,35. Dat Gunnar Lindström toch in staat was om Myyrä te kloppen, bewees hij aan het eind van dat jaar, toen hij in zijn geboorteplaats Eksjö diens wereldrecord verbeterde tot 66,62.
In 1928 deed Lindström voor de derde maal mee aan de Olympische Spelen. Ditmaal sneuvelde hij in de kwalificatieronde en eindigde in totaal op een veertiende plaats.
In zijn actieve tijd was Gunnar Lindström aangesloten bij Malmö Allmänna Idrottsförening en sinds 1924 bij Eksjö Gymnastik. Zijn jongere broer is Elof Lindström, die op de Olympische Spelen van 1920 dertiende werd bij het speerwerpen.

## Titels
- Brits (AAA-)kampioen speerwerpen - 1921
- Zweeds kampioen speerwerpen - 1920, 1921, 1924

## Persoonlijk record
| Onderdeel   | Prestatie | Jaar |
| ----------- | --------- | ---- |
| speerwerpen | 67,77     | 1928 |

## Wereldranglijst
- 1920: 5e 62,56 m
- 1921: 2e 63,98 m
- 1922: 4e 62,06 m
- 1923: >10
- 1924: 1e 66,62 m (WR)
- 1925: 2e 67,31 m
- 1926: 2e 65,59 m
- 1927: 3e 65,66 m
- 1928: 3e 67,77 m
- 1929: 7e 64,46 m

## Palmares

### speerwerpen
- 1920: 6e OS - 60,520 m
- 1921:  Britse (AAA-)kamp. - 62,48 m
- 1924:  OS - 60,92 m
- 1928: 14e OS - 58,69 m

- Bibliothèque nationale de France: cb17719812x (data)
- International Standard Name Identifier: 0000 0004 6465 9250
- Virtual International Authority File: 2599152331601503260008